# Zonūz
Zonūz (persiska: زُنوز, زنوز) är en ort i Iran.   Den ligger i provinsen Östazarbaijan, i den nordvästra delen av landet, 600 km nordväst om huvudstaden Teheran. Zonūz ligger 1 694 meter över havet och antalet invånare är 2 618.
Terrängen runt Zonūz är lite bergig. Runt Zonūz är det ganska tätbefolkat, med 70 invånare per kvadratkilometer. Närmaste större samhälle är Marand, 17,9 km söder om Zonūz. Trakten runt Zonūz består i huvudsak av gräsmarker.